# Артур Рубинщайн
А̀ртур Ру̀бинщайн (на полски: Artur Rubinstein; на английски: Arthur Rubinstein) е известен полско-американски пианист от еврейски произход, смятан от мнозина за един от най-големите пианисти виртуози на 20 век.
Рубинщайн получава международно признание за своите изпълнения на Фредерик Шопен и Йоханес Брамс, както и за своето ненадминато майсторство в испанската музика. Той няма роднински връзки с по-ранния руски пианист и композитор Антон Рубинщайн.
Още от ранна детска възраст Рубинщайн се оказва гений на пианото и продължава да свири в своя топъл, лиричен и аристократичен стил до късна възраст. 

## Биография
Артур Рубинщайн проявява музикалния си талант още като дете. На седемгодишна възраст участва в благотворителен концерт. Първите си уроци по пиано получава от Адолф Прехнер в Лодз. Родителите му, заможни еврейски мешчани, го изпращат във Варшава, където учи при Александер Ружицки. През 1897 г. заминава за Берлин, където учи във Висшата музикална школа, посещава също лекции по пиано на Хенрик Барт. Негов настойник е директорът на академията Йозеф Йоахим. По време на следването си изнася много концерти пред берлинска публика, като дебютира на 1 декември 1900 г.
През април 1902 г. изнася концерт във Варшавската филхармония под диригентската палка на Емил Млинарски. През 1902 г., благодарение на препоръката на Йоахим, се представя на Падеревски в Швейцария, като спечелва неговото благоразположение и признание. През 1904 г. се мести в Париж, откъдето осъществява множество турнета в САЩ, Европа и Южна Америка. Многократно изнася концерти и в Полша – в Лодз, Варшава, Лвов, Краков и Закопане.
През 1932 г. се жени за дъщерята на полския диригент Емил Млинарски – Анела. През 1933 г. в Аржентина се ражда дъщеря му, Ева Рубинщайн. През 1939 г. семейство Рубинщайн напуска Европа и заживява в САЩ. През 1946 г. получава американско гражданство. През 1960 г. е почетен председател на журито по време на VI Международен конкурс по пиано „Фредерик Шопен“. На откриването на конкурса изпълнява Koncert fortepianowy f-moll на Шопен. Посещава Полша за последен път през 1979 г. В сладкарницата на ул. „Nowy Świat“ се пазят снимки от неговото посещение. Звукозаписната компания „Муза“ издава плоча с негов концерт от 1960 г.
Рубинщайн получава почетното звание доктор хонорис кауза на Музикалната академия „Фредерик Шопен“ (сега Музикален университет „Фредерик Шопен“).
През 1971 г. става лауреат на престижната датска музикална награда „Леони Сонинг“.
Рубинщайн умира на 20 декември 1982 г. в Женева. Урната му е положена в близост до Йерусалим.
Нела Рубинщайн, жената на артиста, е авторка на готварската книга Nela’s Cookbook, издадена в Ню Йорк през 1983 г. В Полша е издадена със заглавие Kuchnia Neli (изд. Муза, 2001). Книгата съдържа рецепти на любими ястия на съпруга ѝ и на хора от артистичния му кръг от Ню Йорк, Лос Анджелес, Париж. Nela’s Cookbook все още е източник на вдъхновение за любителите на таланта и артистичния живот на Артур Рубинщайн.

## Записи
Рубинщайн записва обширно за RCA Victor, правейки голям брой камерни, концертни и соло изпълнения от 1928 до 1976. Той записва концерта на Едвард Григ с Йожен Орманди и Филаделфийския оркестър във формат 78 об./мин. Той също записва всички 5 концерта на Бетовен за пиано, включително първия стереофоничен сет с Йосиф Крипс и Симфонията на въздуха през 1956. Всички негови записи, включително голяма част от соло изпълненията на Шопен, са пуснати в продажба на CD.

## Награди и отличия
- Награда Сонинг, 1971 г.
- Командорски кръст на Ордена на възродена Полша
- Офицерски кръст на Ордена на възродена Полша

## Почитане
От 1974 г. в Израел се организира Международен конкурс по пиано „Артур Рубинщайн“. От 4 април 1984 г. Лодзката филхармония носи името на Артур Рубинщайн. На 4 ноември 1991 г. Държавното музикално училище в Бидгошч също приема името „Артур Рубинщайн“.
От 1993 г. в Бидгошч се провежда Международен конкурс за млади пианисти „В памет на Артур Руинщайн“. Патрон на конкурса е Ева Рубинщайн, дъщеря на известния пианист.
Със заповед на Сейма от 7 март 2007 г. е прието 2007 г. да бъде Годината на Артур Рубинщайн.
През 2008 г. в Лодз е създадена Международна музикална фондация „Артур Рубинщайн“, която организира „Rubinstein Piano Festival“. В Музея на град Лодз се намира най-голямата експозиция от вещи от Артур Рубинщайн, в т. нар. Музикална галерия, предадени от неговото семейство.